# João Almeida Pina
João Orlindo de Almeida Pina CvA (4 de novembro de 1926 — 8 de julho de 2014) foi um militar e político português.

## Biografia
Coronel, foi feito Cavaleiro da Ordem Militar de Avis a 29 de Março de 1972.
Ocupou diversos cargos em governos portugueses.

## Funções governamentais exercidas
- I Governo Constitucional
  - Ministro das Obras Públicas
- III Governo Constitucional
  - Ministro da Habitação e Obras Públicas
- IV Governo Constitucional
  - Ministro da Habitação e Obras Públicas